# Samuel Dunn (matematician)

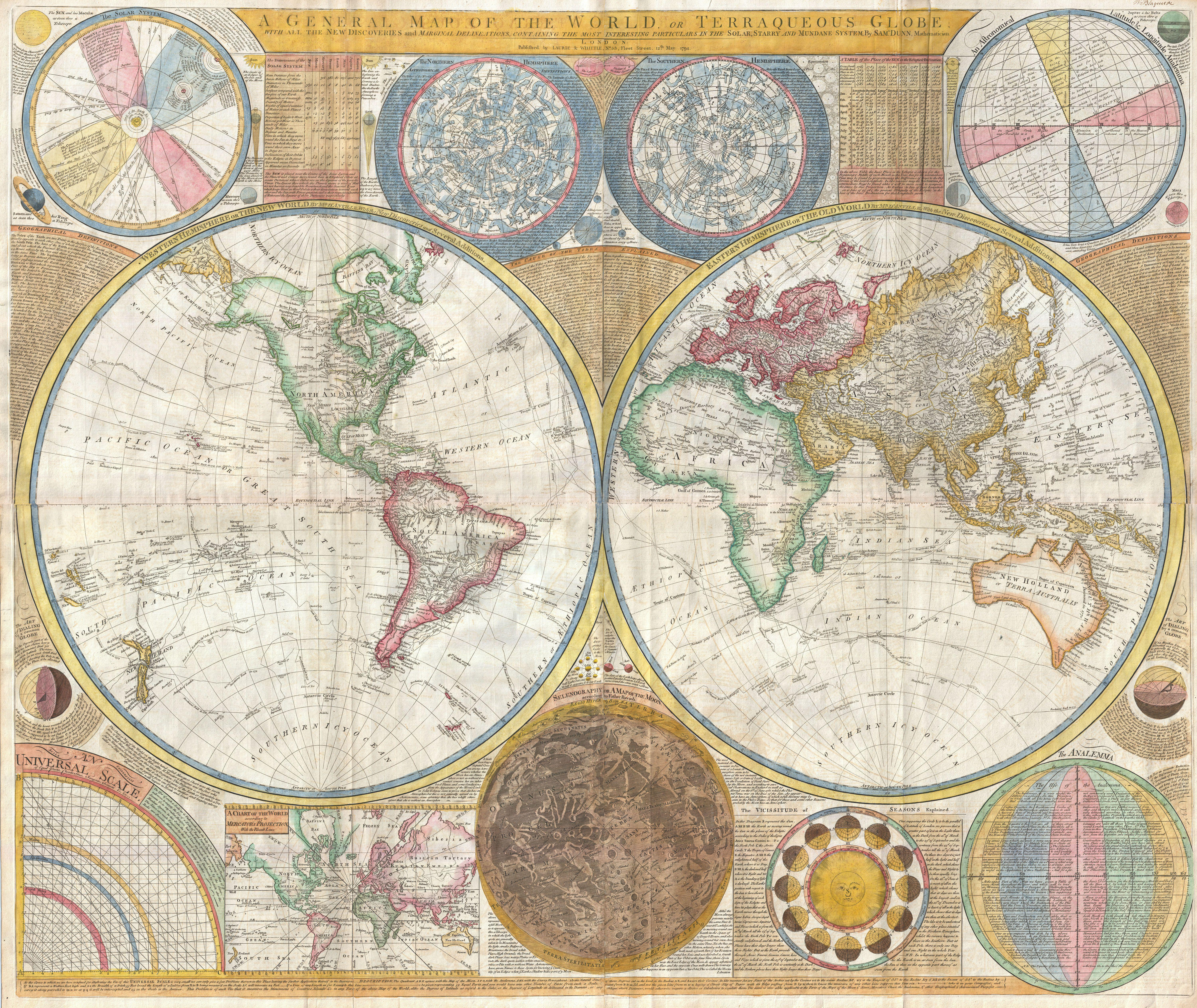
Harta lumii cu emisferele geografice şi unele corpuri cereşti, realizată de Samuel Dunn

Samuel Dunn (n. ? la Crediton – d. 1794) a fost un matematician și astronom amator englez.
Scrierile sale cuprind mai multe lucrări științifice cu caracter matematic, între care și niște tabele cu logaritmi cu 6 zecimale.
A fost profesor examinator în Indiile orientale.
A înființat o școală în orașul său natal și alta în Chelsea.
Prin testament, a lăsat fonduri pentru crearea unei școli superioare la Crediton.
1. ↑  Samuel Dunn, Geographicus Rare Antique Maps biographical dictionary of cartographers, accesat în 8 aprilie 2025
2. ↑  Samuel Dunn, MAK
3. ↑  Samuel Dunn (mathematician), SNAC, accesat în 9 octombrie 2017